# Thure af Wirsén
Carl Thure af Wirsén, född 10 februari 1815 vid Nya Varvet i Göteborg, död 2 april 1869 i Stockholm, var en svensk militär. Han var far till Carl David af Wirsén.

## Biografi
Thure af Wirsén var son till viceamiral Carl Johan af Wirsén och Helena Gustava Boucht. Han blev student vid Lunds universitet 1826, sergeant vid Svea artilleriregemente 1832, fanjunkare samma år och förflyttades även samma år till Livregementets dragonkår. af Wirsén avlade officersexamen 1833, blev kornett vid Livregementets dragonkår samma år, bevistade kavalleriskolan i Saumur 1836–1837 och blev löjtnant 1842. Han blev kavaljer hos prins Gustav 1846, uppvaktade hos Kristian VIII vid dennes besök i Helsingborg 1848 och blev ryttmästare 1850. af Wirsén blev tjänstgörande kabinettskammarherre 1856, var suppleant för fullmäktige i Jernkontoret 1856–1859, blev major i armén 1858, major i Livregementets dragonkår 1859 och var fullmäktig i Jernkontoret 1859–1869. Han blev överstelöjtnant och premiärmajor i Livregementets dragonkår 1863 och var överste och sekundchef där 1863–1869. af Wirsén var ledamot av kavallerikommittén 1865, direktör i Jernkontoret 1866, blev fullmäktig i riksgäldskontoret 1869 och suppleant i riddarhusdirektionen samma år. Han blev 1868 ledamot av Krigsvetenskapsakademien. Genom sitt giftermål med Eleonore von Schulzenheim 1840 blev han ägare till Rockhammars bruk. af Wirsén blev riddare av Dannebrogorden 1848, riddare av Svärdsorden 1859 och riddare av Carl XIII:s orden 1867.